# Покровський район (Донецька область, 1923—2020)
Покро́вський райо́н (у 1923—1934 — Гришинський, у 1934—1938 — Постишевський, у 1938—2016 — Красноармійський) — колишня територіально-адміністративна одиниця на заході Донецької області, який існував протягом 1923—2020 років і був ліквідований під час адміністративно-територіальної реформи в Україні. Населення становило 31 765 осіб (на 1.08.2013). Площа — 1315 км².
Ліквідований 19 липня 2020 року, відповідно до постанови Верховної Ради України «Про утворення та ліквідацію районів» від 17 липня 2020 року № 807-IX.

## Географія
Протяжність його з півночі на південь — до 40 км, а із заходу на схід — 64 км. Площа району — 1400 км². На півночі межує з Добропільським і Костянтинівським, на півдні — з Великоновосілківським і Мар'їнськім, на сході — з Ясинуватським районами, а на заході — з Дніпропетровською областю.
Адміністративний центр — місто Покровськ (не входить до складу району), яке розташоване за 76 км на північний захід від Донецька.
Населення району — 37,4 тис. осіб. Тут мешкає 44 національності. Це українці, росіяни, білоруси, німці, азербайджанці, татари, молдавани, вірмени, греки та інші, 80 % населення району — українці.
Покровський район розташований у межах Донецької височини. Поверхня його — хвиляста рівнина, повністю розорана, сильно розрізана балками і ярами.
Найвищі точки рельєфу розташовані на сході і південному сході Покровського району — 240 м. Такий рельєф, як і багато інших рис природи району, — це перш за все результати складної і тривалої історії геологічного розвитку. В геологічній будові території беруть участь дислоковані породи карбону.

### Клімат
Територія району розташована в помірних широтах, для неї характерний клімат степу. У цілому клімат помірно-континентальний із недостатньою вологістю. Найтепліший місяць — липень, середня температура якого дорівнює 21,7 °C, а найхолодніший — січень (-6,4 °C).
Для регіону характерна недостатня вологість, опади по всій його території розподіляються нерівномірно. Так, на більшій частині протягом року випадає 450 мм опадів, а ближче на схід кількість опадів зростає до 500 мм і вище. Переважна частина опадів випадає при температурі понад 10 °C. Зима на території району малосніжна, характеризується нестійкою погодою. Сніговий покрив невеликий. Холодною порою володарюють вітри східного і південно-східного напряму, вони несуть з собою морози і заметіль. Влітку і навесні східні вітри викликають суховії.

### Річки, водні ресурси
Через нестачу атмосферних і ґрунтових вод в районі мало річок, хоча певну роль в цьому також зіграли геологічні умови і будова поверхні.
На території району протікають річки (басейн Дніпра): Солона, Вовча, Солоненька, Гришинка, Казенний Торець, Клебан-Бик, а також є 60 ставів. Одна з найбільших річок — Казенний Торець бере свій початок поблизу села Красний Яр, тече через села Гродівка, Миролюбівка, Новоекономічне.
Річки Покровського району відносяться до розряду дрібних. Вони мають широкі долини з пологими схилами, невеликий кут падіння, звивисті русла. Живляться річки головним чином сніговими водами, влітку місцями пересихають. Для них характерні весняні повені. Найбільша товщина льоду на річках — в середньому 20-40 см, а в дуже суворі зими — 50-60 см.
Є на території району і цілющі води. Так, біля села Миролюбівка є бурова свердловина, вода якої аналогічна водам Арзні (Вірменія), Єсентуків. Ця вода рекомендована при захворюваннях шлунково-кишкового тракту, і як столова. Таке ж призначення має і мінеральне джерело поблизу села Нововасилівка, що на лівому березі річки Солоної.

### Ґрунти, рослинність
Територія краю багата не тільки копалинами (вугіллям). Його поверхня — найцінніші родючі ґрунти. Відповідні кліматичні умови привели до утворення тут на лісоподібних материнських породах чорноземів. Найпоширеніші: чорноземи звичайні важкосуглинистого механічного складу середньо- і менш гумусні. Також є чорноземи солонцюваті і лужні ґрунти.
Степи страждають від нестачі вологи, і тому дуже високої трави на них немає. Росте тут в основному рослинність степів: типчак, ковила, піщанка українська, катран татарський, цикорій звичайний, пирій, житняк, шафран, шавлія.
Надзвичайно красивий ароматний степ весною і на початку літа, якщо на срібному фоні (ковиловому) чітко виділяються білі «пласти» катрану татарського, синім кольором зосереджена шавлія і блакитні плями кольорів льону і цикорію. З початком липневої спеки барвистість степу різко змінюється і набуває жовтого фону, який восени переходить в жовто-бурий.
На території району поширені чагарники терну, глоду, жостера. На схилах балок, річкових долин збереглися ліси байрачного типу з дуба, ясена, клена, тополі, бересту, дикої груші.

### Тваринний світ

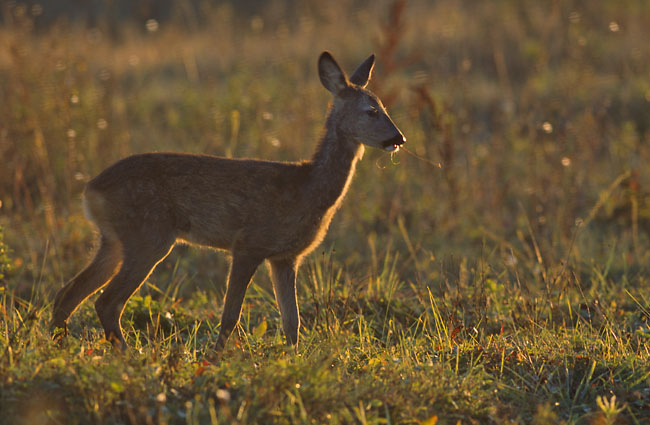
Сарна європейська («дика коза») — найпоширеніший в районі вид копитних

Небагате, але своєрідне тваринне царство району. Тут живуть: лисиця руда, сарна європейська, єнот уссурійський; з плазунів — вужі, ящірки. Неозорий степ дає притулок багатьом дрібним тваринам — хом'як звичайний (нині зник), сліпак (місцева назва — сліпець), ховрах сірий, заєць сірий.
Досить часто в лісових смугах можна зустріти дроздів, синиць, зозуль та інших пернатих. В степу можна почути спів степового і польового жайворонка, вночі — голос сича.

### Заповідний фонд
В районі є заповідник — ентомологічний заказник місцевого значення «Удачненський». Постійно тут проводиться робота з охорони рослинного і тваринного світу.

### Природні ресурси. Екологічна ситуація
Рослинний світ району представлений як трав'яною рослинністю, яка нараховує більш 350 видів рослин, так і лісовими насадженнями, які займають площу 5,3 тис. га.

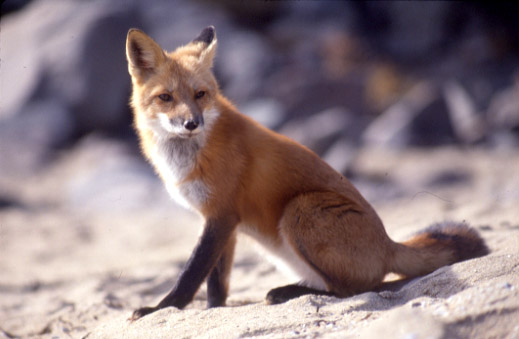
Лисиця руда — найвідоміший мисливський вид

Мисливські ресурси: лисиця руда, свиня дика (кабан), єнот уссурійський, заєць сірий (русак), куріпка сіра, фазан, дикі гуси, качки.
Загальна площа мисливських угідь в районі — 119,5 тис. га.
Водні ресурси: річка Казенний Торець, річка Солона, Лисогорська гребля, водосховище «Синявка».
На території розміщено понад 146 млн промислових відходів. Через значний ступінь забруднення довкілля фауна в межах басейну р. Солона майже знищена, тому що концентрація шкідливих речовин перевищує ГДК в сотні й тисячі разів.
На території району розташовано 5 підприємств, що використовують джерела іонізованого випромінювання. Такі показники, як забруднення атмосферного повітря, поверхневих і підземних вод, використання земельних і рослинних ресурсів, надр, мають більш чи менш стабільний характер.

## Історія
Територія району почала заселятися в другій половині XVIII ст. вільними козаками з Запорізької Січі й переселенцями з центральних губерній Росії (Тверська, Орловська, Воронезька), з півночі України, Польщі, Таврії, Німеччини та інших.
У 1923 року на підставі Постанови ВУЦВК «Про адміністраційно-територіальний поділ Донеччини» був створений Гришинський район, розташований у північно-західній частині Донецької області, який включав в себе території Гришинської, Криворізької, Святогорівської і Сергіївської волостей із центром у селі Гришине. 1924 року центр району був перенесений до селища Гришине (сучасний Покровськ).
До 1934 року район називався Гришинським, з 20 липня 1934 до 1938 року — Постишевським, з 1938 року — Красноармійським.
Сучасна назва — з 2016 року.

## Адміністративний устрій
Район адміністративно-територіально поділяється на 3 селищні та 17 сільських рад, які об'єднують 98 населені пункти та підпорядковані Покровській районній раді. Адміністративний центр — місто Покровськ.
Покровська районна державна адміністрація має в своєму складі 9 відділів і 6 управлінь.
Відділи: освіти, культури, праці та соціального захисту населення, організаційної і кадрової роботи, будівництва, архітектури і житлово-комунального господарства, внутрішньої політики, юридичний загальний, зі справ сім'ї і молоді.
Управління: сільського господарства і продовольства, економіки, фінансове, юстиції, пенсійного фонду, зі справ сім'ї і молоді.

## Населення
Національний склад населення району за переписом 2001 року
|          | чисельність | частка |
| українці | 32 592      | 86,8   |
| росіяни  | 4 250       | 11,3   |
| білоруси | 259         | 0,7    |

Етномовний склад сільських та селищних рад району (рідна мова населення) за переписом 2001 року, %
|                                        | українська | російська | білоруська |
| Покровський район                      | 74,1       | 25,5      | 0,1        |
| -------------------------------------- | ---------- | --------- | ---------- |
| смт Гродівка                           | 86,9       | 12,8      | 0,1        |
| смт Новоекономічне                     | 9,1        | 90,6      | 0,0        |
| смт Удачне                             | 87,7       | 12,0      | 0,3        |
| Гришинська сільрада                    | 92,6       | 7,1       | 0,2        |
| Іванівська сільрада                    | 63,8       | 35,8      | 0,1        |
| Красненська сільрада                   | 84,6       | 15,4      |            |
| Лисівська сільрада                     | 84,9       | 14,4      | 0,1        |
| Миролюбівська сільрада                 | 88,0       | 12,0      |            |
| Михайлівська сільрада                  | 65,8       | 33,9      |            |
| Миколаївська сільрада                  | 56,3       | 43,5      | 0,1        |
| Новоолександрівська сільрада           | 82,8       | 16,7      | 0,3        |
| Новоєлизаветіська сільрада             | 85,0       | 13,7      | 0,2        |
| Новотроїцька сільрада                  | 88,6       | 11,3      | 0,1        |
| Піщанська сільрада                     | 87,9       | 11,4      | 0,1        |
| Першотравнева сільрада                 | 83,5       | 16,2      |            |
| Петрівська сільрада                    | 91,0       | 8,6       | 0,4        |
| Рівненська сільрада                    | 50,5       | 48,6      | 0,1        |
| Сергіївська сільрада                   | 94,4       | 5,4       | 0,2        |
| Срібненська сільрада                   | 91,7       | 7,7       |            |
| Улянівська (нині Малинівська) сільрада | 81,0       | 18,8      |            |

## Економічна географія
В економіці району переважає сільськогосподарське виробництво. На сьогодні в районі працює 102 сільськогосподарських формування, а саме: 25 сільськогосподарських товариств з обмеженою відповідальністю, 2 приватні підприємства, 25 фермерських господарств.
Основний напрямок сільськогосподарчого виробництва — зернове, а також м'ясо-молочне тваринництво, розвинуте овочівництво і садівництво.

## Транспорт
Районом проходить автошлях E40М04.

## Наука і освіта
Освітню галузь району становить 21 школа і 20 дитячих садків.

## Медичні установи
Медичне обслуговування здійснює 43 лікувальних установи: 2 лікарні, 7 амбулаторій, 34 фельдшерсько-акушерські пункти.

## Засоби масової інформації
Газети: «Маяк», «Орбита плюс», «Телескоп», телекомпанія «Орбита», місцеве радіо. Телебачення «Капрі».

## Культура та спорт
В районі діють 25 клубних установ, дитяча районна школа мистецтв, 25 бібліотек, 2 юнацькі спортивні школи, міжгосподарський спортклуб «Колос», меморіальний музей видатного композитора сучасності С. С. Прокоф'єва.

## Туризм
Станція «Чунишине». Мальовничі берега ставка — місце відпочинку автотуристів.
Село Сонцівка. Батьківщина композитора С. Прокоф'єва. До його 100-річчя в 1991 році був відкритий меморіальний музей, пам'ятник композитору роботи скульптора В. П. Полонкіна. Відкритий також у селі і концертний зал, в якому щорічно проводиться музичний фестиваль «Прокоф'євська весна».
Гродівка. Холодна балка. На початку 18 ст. тут перебували запорізькі зимівники з сторожовими баштами — своєрідна «прикордонна зона» запорізьких козаків. Через Гродівку пролягав також Чумацький шлях — Соляний суходільний тракт.
Село Гришине знамените тим, що в ньому народився маршал, двічі Герой Радянського Союзу К. Москаленко. З його життєдіяльністю можна ознайомитися в сільському музеї.
Селище Новоекономічне. Храм Різдва Богородиці — перший православний храм, побудований в окрузі, один із найкрупніших у Донецькій області і має величезну цінність як духовний центр і як пам'ятник історії Донецького краю.
Село Новотроїцьке. Свято-Вознесенська церква — єдиний храм, що зберігся в 30-ті роки в Покровському районі. В церковному подвір'ї — могила праведника землі Донецької ігумена Давида.
На березі річки Соленої археологами відкрита стоянка зрубної культури, що датується 14−13 ст. до н. е.

## Релігійні організації
На території Покровського району зареєстровано 17 релігійних громад, серед них 2 громади Православної церкви України, 13 — УПЦ Московського патріархату, 1 — Церква християн віри євангельської «Свята Троїця», 1 громада свідків Єгови.2 громади УГКЦ православної віри.

## Політика
25 травня 2014 року відбулися Вибори Президента України. У межах Покровського району були створені 22 виборчі дільниці. Явка на виборах складала — 17,86 % (проголосували 4 142 із 23 187 виборців). Найбільшу кількість голосів отримав Петро Порошенко — 34,14 % (1 414 виборців); Сергій Тігіпко — 21,75 % (901 виборців), Михайло Добкін — 9,80 % (406 виборців), Юлія Тимошенко — 7,89 % (327 виборців). Решта кандидатів набрали меншу кількість голосів. Кількість недійсних або зіпсованих бюлетенів — 4,15 %.